# Appleby (Nouvelle-Zélande)
Pour les articles homonymes, voir Appleby.
Appleby est une petite localité du district de Tasman dans l’Île du Sud de la Nouvelle-Zélande.

## Situation
Elle se trouve sur la rive est du fleuve Waimea, près de la baie de Tasman.
Elle est traversée par la route nationale 60 (en).

## Histoire
La colonisation de cette zone commença au début des années 1840.

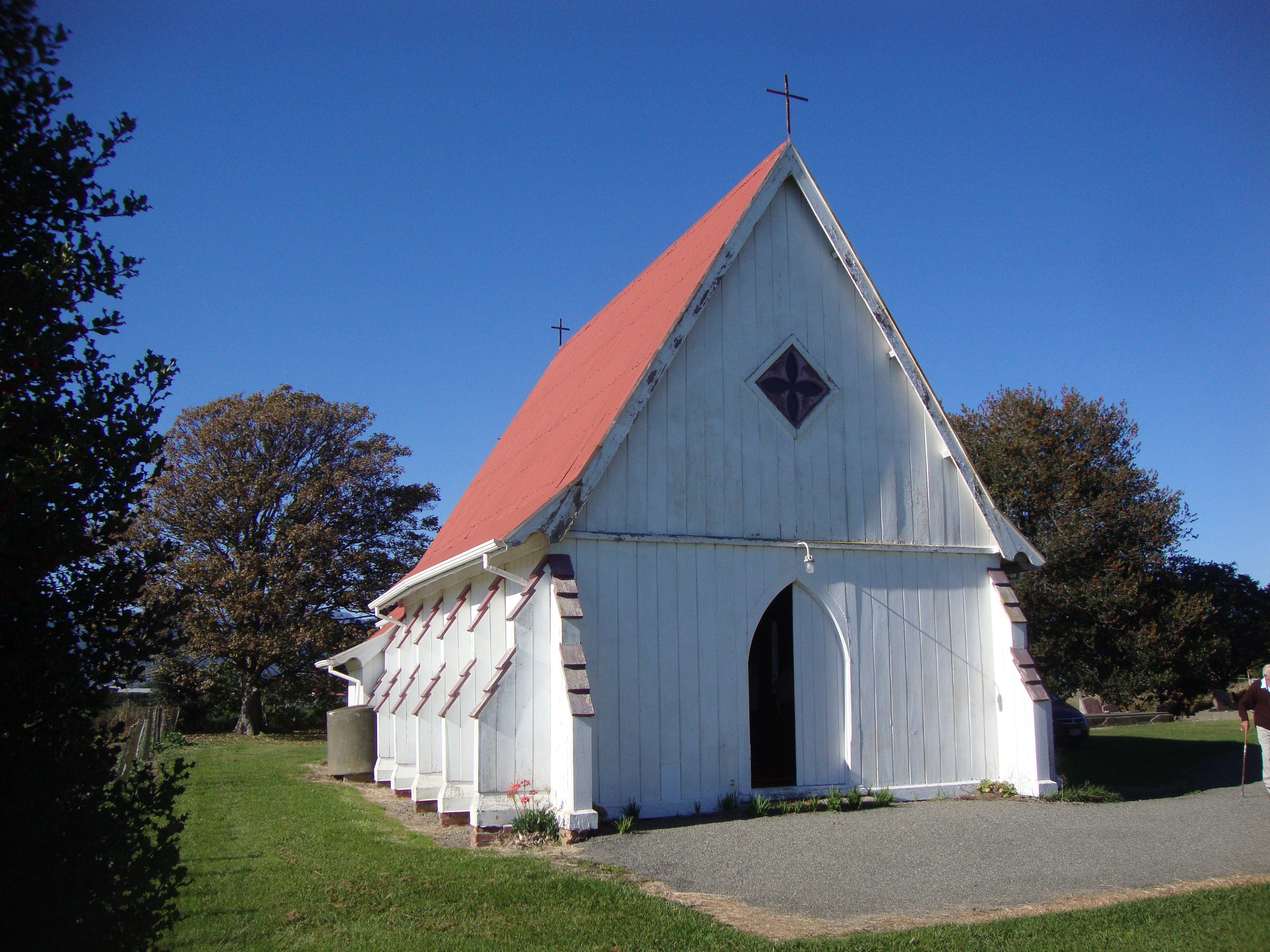
L’église anglicane St Alban

## Patrimoine
Il y a trois bâtiments dans Appleby qui sont enregistrés dans le cadre du New Zealand Historic Places Trust :
- Springfield, une maison au coin de State Highway 60 et Cotterill Road, inscrite en Catégorie II avec le n° d’enregistrement 1646[2].
- L’église Saint-Alban sur le trajet de la State Highway 60 est inscrite en Catégorie II avec le n° d’enregistrement 1654[3].
- Stafford Place (en) au n° 61 de Redwood Road est inscrite en Catégorie I avec le n° d’enregistrement 1678[4].

- De plus, les Redwood Racing Stables, qui appartenaient à la Stafford Place et étaient situées sur la State Highway 60 avant d'être relocalisées dans la ville de Richmond, étaient inscrites en Catégorie I avec le n° d’enregistrement 246[5].